# Manadur
Manadur é uma vila no distrito de Sangli, no estado indiano de Maharashtra.

## Demografia
Segundo o censo de 2001, Manadur tinha uma população de 3920 habitantes. Os indivíduos do sexo masculino constituem 48% da população e os do sexo feminino 52%. Manadur tem uma taxa de literacia de 61%, superior à média nacional de 59.5%: a literacia no sexo masculino é de 74% e no sexo feminino é de 49%. Em Manadur, 13% da população está abaixo dos 6 anos de idade.